# 悬崖

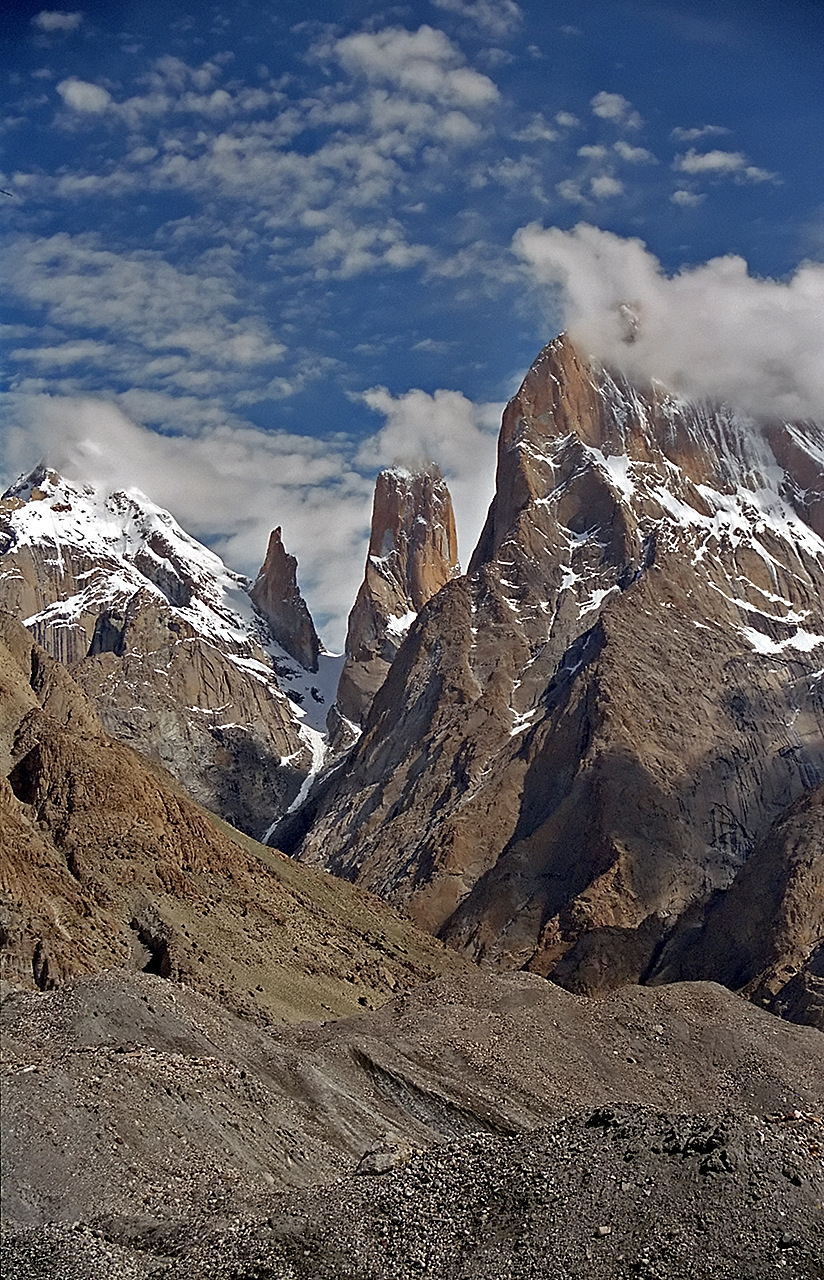
巴基斯坦的川口塔峰。

懸崖是角度垂直或接近角度垂直的暴露岩石，是一種被侵蝕、風化的地形。懸崖常見於海岸、河岸、山區及斷崖裡，瀑布的支流常常流經。懸崖的地質多屬火成岩（例如花崗岩及玄武岩）。
基於懸崖的形狀結構，懸崖上的斜坡都有碎石，附近有大量岩棚。有時懸崖在山脊之末逐漸消失，留下一列岩石。因為沒有明確定義指明超過哪個角度才算懸崖，故難以列出世上「所有」的懸崖。
現時地球上最高的完全垂直懸崖位於加拿大巴芬島索爾山，有1250米高；最長的接近垂直懸崖（也就是最長的懸崖）位於巴基斯坦川口塔峰，高1340米。海裡最長的懸崖位於美國夏威夷莫洛凱島卡劳帕帕村旁邊，高1010米。

## 著名懸崖

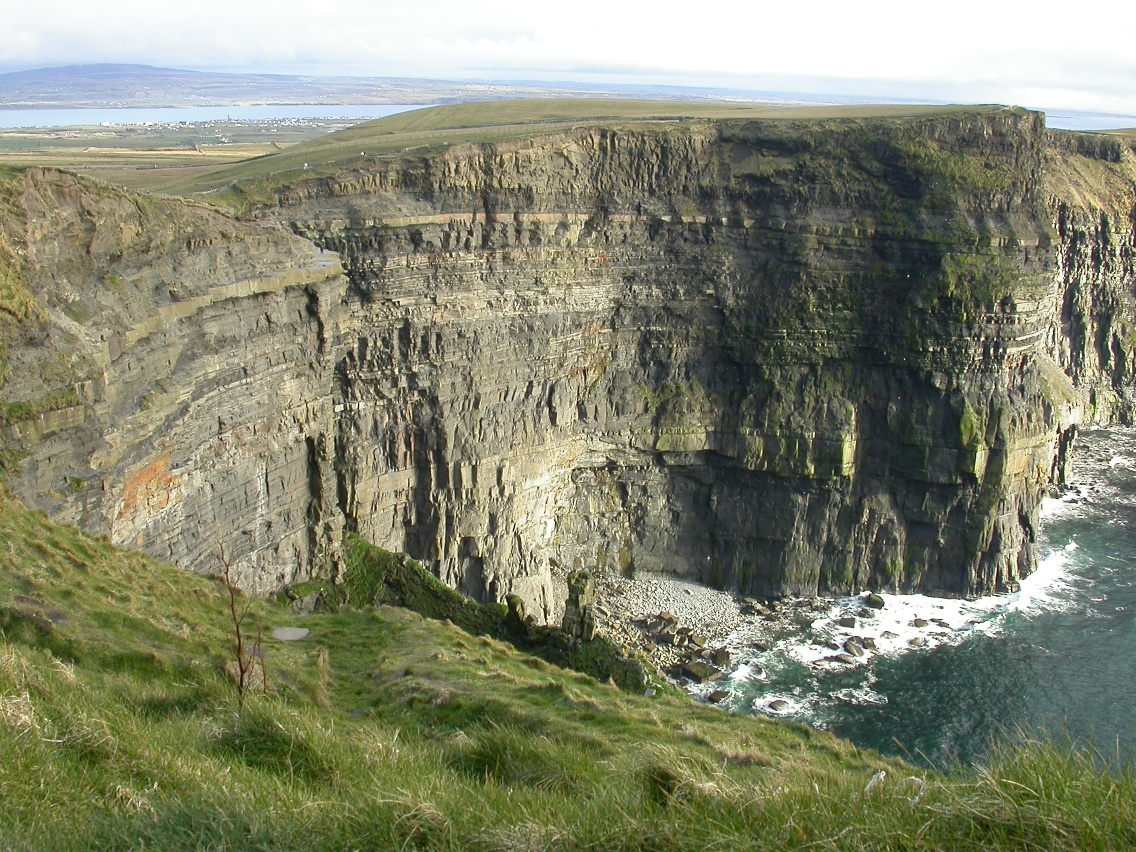
愛爾蘭的莫赫懸崖
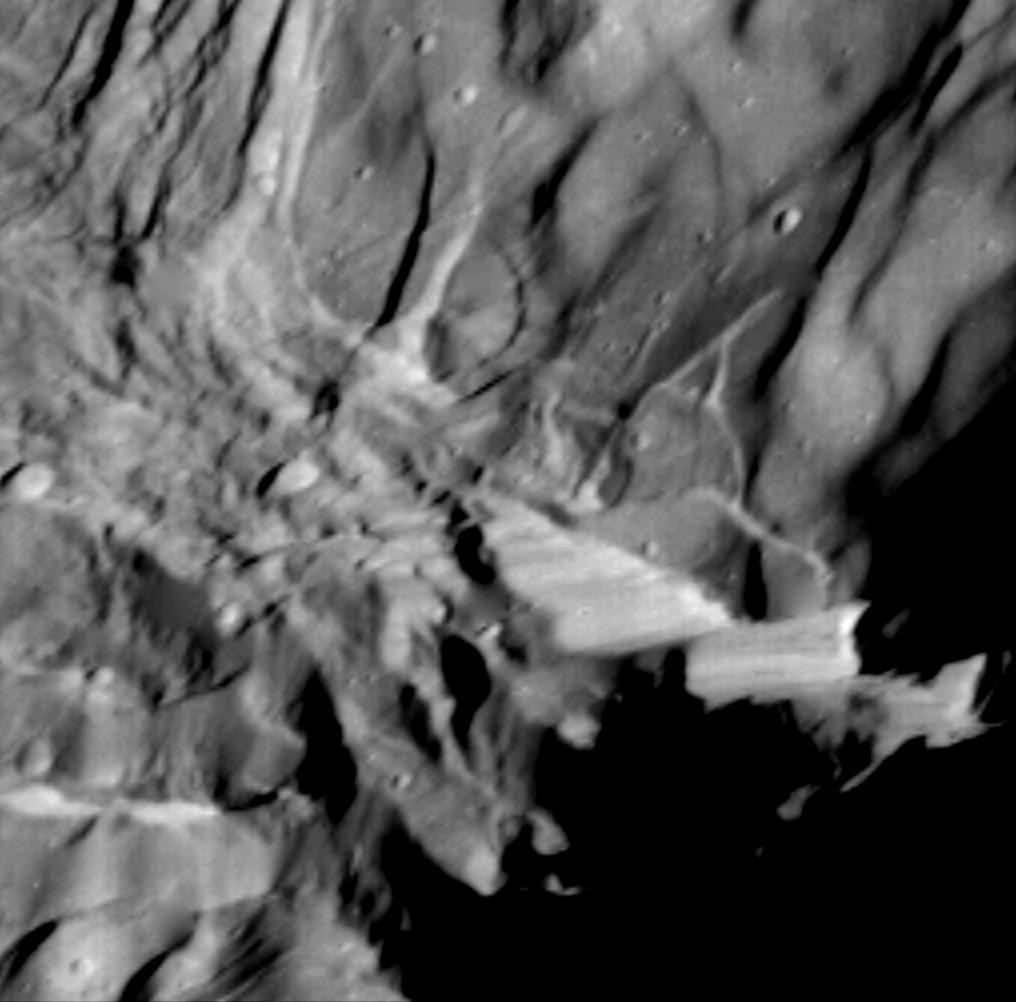
天王星的衛星天衛五上的維羅納斷崖
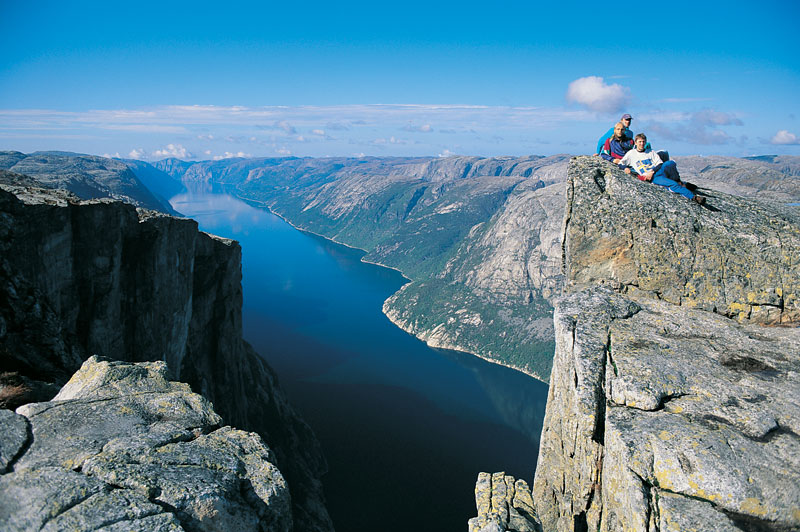
挪威的Trollveggen
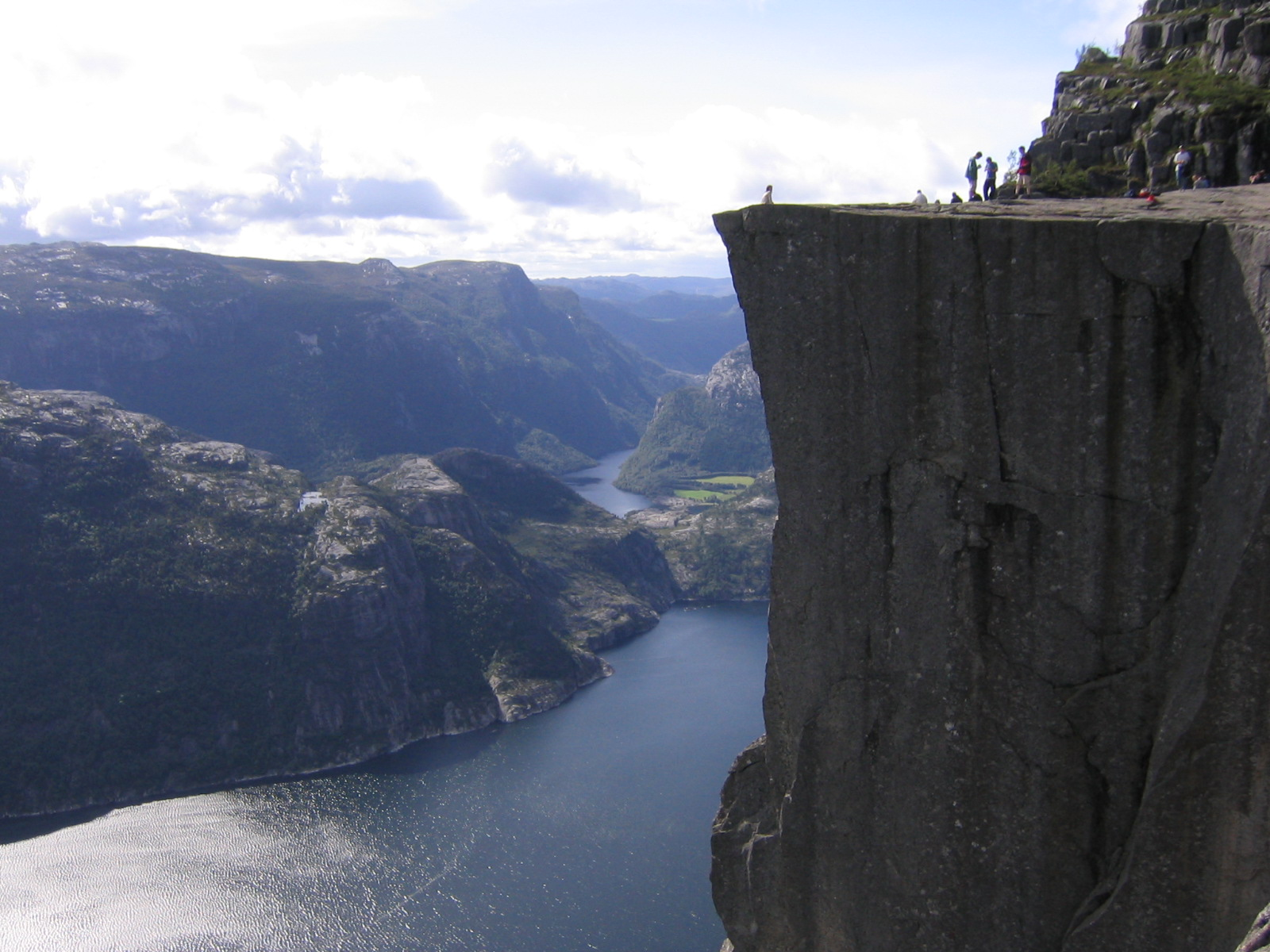
挪威的布道台
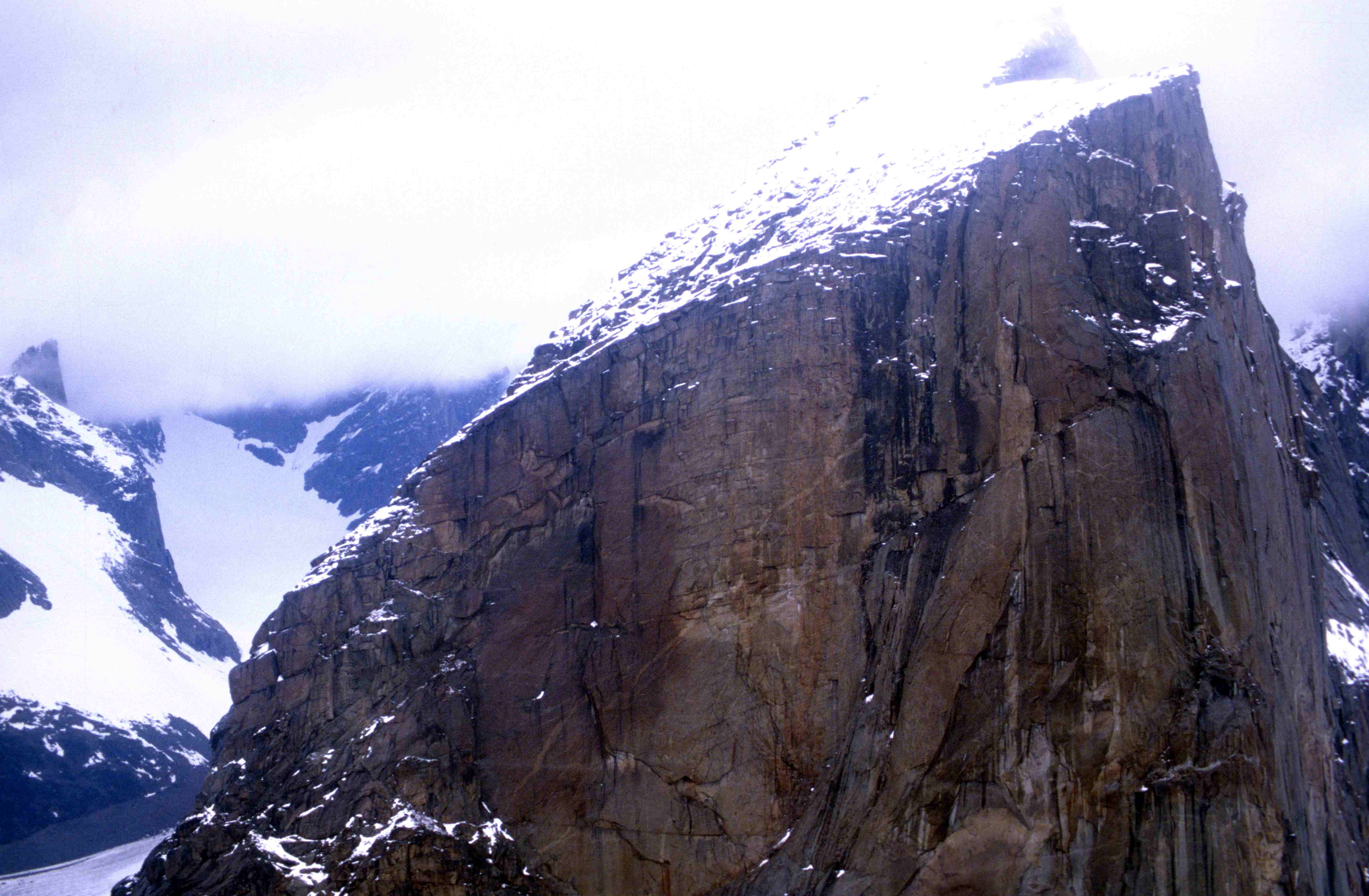
加拿大巴芬島的索爾山
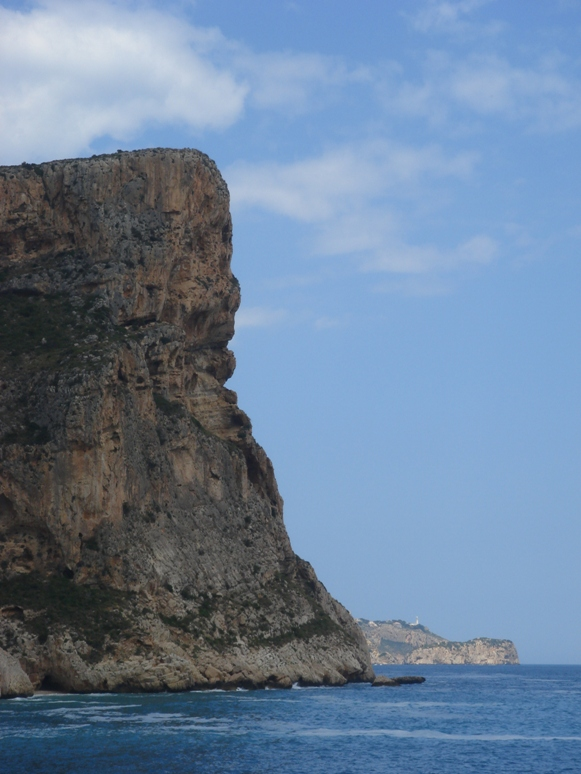
西班牙的努角
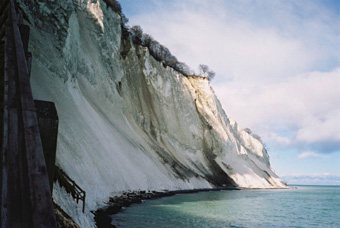
丹麥的默恩崖
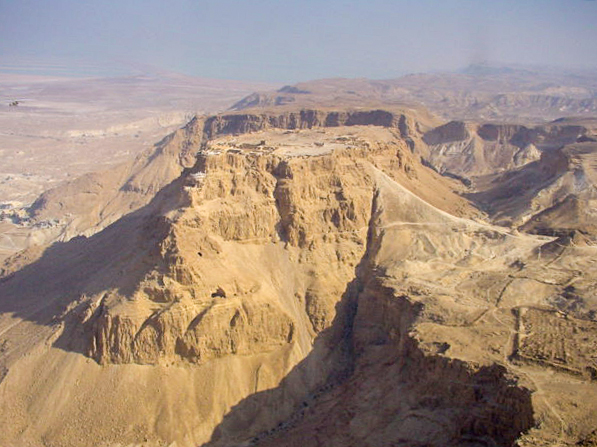
以色列的馬薩達
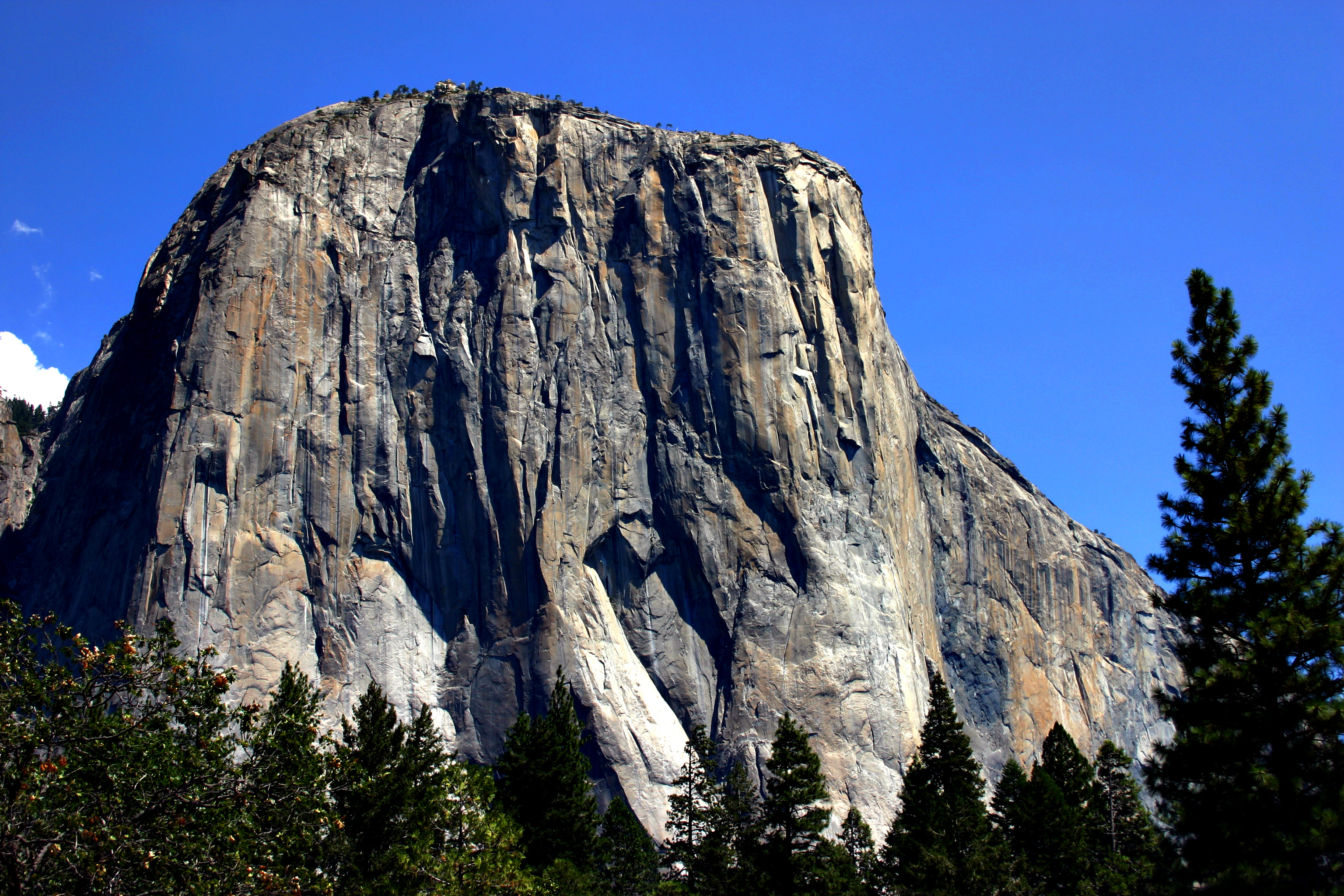
美國的埃爾卡皮坦

### 天王星
- 維羅納斷崖：天王星的衛星天衛五，長20公里，太陽系最長懸崖。

### 亞洲
海上
- 馬薩達：位於以色列，死海西岸。

陸上
- 拜塔布拉克峰：（Baintha Brakk）位於巴基斯坦北部地區。
- 川口塔峰：（Trango Towers）位於巴基斯坦北部地區。

### 歐洲
海上
- ：法羅群島、北海，長754米。
- 布道台：（Preikestolen）挪威羅加蘭郡、呂瑟峽灣，長604米。
- ：愛爾蘭多尼戈爾郡、大西洋，長601米。
- ：葡萄牙馬德拉群岛、大西洋，長589米。
- 莫赫懸崖：（Aillte an Mhothair）愛爾蘭克萊爾郡、大西洋，長217米。
- 努角：（Cap de la Nau）西班牙阿利坎特省、地中海
- 比奇角：（Beachy Head）英格蘭東薩塞克斯郡、英倫海峽，長162米。
- 默恩崖：（Møns Klint）丹麥西蘭大區默恩島、波羅的海，長143米。

陸上
- ：挪威默勒-魯姆斯達爾郡，長1100米。
- 谢拉格山：（Kjerag）挪威羅加蘭郡呂瑟峽灣，長984米。

### 美洲
- 埃爾卡皮坦：（El Capitan）美國內華達州優勝美地國家公園，長900米。
- 索爾山：（Mount Thor）加拿大努那福特巴芬島，長1250米。

### 非洲
海上
- 開普角：（Cape Point）南非西開普省開普敦半島、大西洋，長1289米